# 橘則季
橘 則季（たちばな の のりすえ）は、平安時代中期の貴族。越中守・橘則長の子。官位は正五位下・陸奥守。

## 経歴
清少納言と最初の夫である橘則光の孫にあたる。
天喜5年（1057年）縫殿介、康平3年（1060年）蔵人に補任。翌康平4年（1061年）に式部丞に任ぜられるが、康平6年（1063年）6月28日に卒去。享年39。
『枕草子』三巻本の巻末に、同書を世間に広めた人物として、跋文（あとがき）に言及されている源経房の経歴に続けて則季の経歴が記載されている。このことから、三巻本の勘物（註釈）を記した「耄及愚翁」を称する人物（藤原定家か）から、則季もまた作者の孫として母の兄弟である歌人・能因（能因本を参照）と同様『枕草子』の伝来に関係する人物とみなされていた可能性がある。

## 系譜
- 父：橘則長
- 母：橘忠望娘 - 能因姉妹
- 生母不明の子女
  - 男子：橘清信